# Johann Georg, Principe de Hohenzollern
Johann Georg, principe de Hohenzollern (Johann Georg Carl Leopold Eitel-Friedrich Meinrad Maria Hubertus Michael; n. 31 iulie 1932 – d. 2 martie 2016) a fost un prinț german din familia Hohenzollern care, prin căsătoria cu Prințesa Birgitta a Suediei, a devenit cumnatul regelui Carl al XVI-lea Gustav al Suediei.

## Biografie
Prințul Johann Georg a fost al șaselea copil al lui Frederic, Prinț de Hohenzollern (1891-1965) și al soției acestuia, Prințesa Margareta Karola de Saxonia (1900-1962).
Prințul Johann Georg și-a întâlnit soția, sora regelui Suediei, în 1959, în timp ce aceasta era în vizită la rude și prieteni în Germania. La 15 decembrie 1960 a fost anunțată logodna de către Palatul Regal din Stockholm. Ceremonia civilă a avut loc la palatul regal din Stockholm la 25 mai 1961 iar cea religioasă la palatul din Sigmaringen la 30 mai/31 iulie 1961. Birgitta s-a convertit la catolicism când s-a măritat cu prințul de Hohenzollern și deci ea și copiii ei nu mai erau eligibili pentru succesiunea la tronul Suediei.
Din căsnicia lui Johann Georg cu Birgitta s-au născut trei copii:
- Prințul Carl Christian (n. 5 aprilie 1962); căsătorit cu Nicole Helene Neschitsch (n. 1968). Au un fiu, Nicolas (n. 1999).
- Prințesa Désirée (n. 27 noiembrie 1963); căsătorită prima dată cu Heinrich Franz Josef Georg Maria, conte ereditar de Ortenburg (n. 1956); trei copii; au divorțat în 2002. S-a recăsătorit cu Eckbert von Bohlen und Halbach (n. 1956).
- Prințul Hubertus (n. 10 iunie 1966); căsătorit cu Uta Maria König (n. 1964).

Prințul Johann Georg și Prințesa Birgitta s-au separat în 1990, deși legal ei au rămas căsătoriți; ei au participat la evenimente regale suedeze împreună, inclusiv la nunta Prințesei Moștenitoare Victoria a Suediei. Și-au celebrat nunta de aur în 2011. Birgitta locuiește în insula Majorca din Spania în timp ce soțul ei, cunoscut drept „Hansi”, a locuit separat la München și a fost expert în artă, director al unui muzeu.